# Vườn quốc gia Chikoy
Vườn quốc gia Chikoy (tiếng Nga: Чикой, национальный парк) là một vườn quốc gia nằm tại Krasnochikoysky, Zabaykalsky, Nga. Được thành lập vào ngày 28 tháng 2 năm 2014, vườn quốc gia này có diện tích 6664,68 km² (666.467,73 ha) bao gồm vùng thảo nguyên phía nam Siberia, trên khu vực biên giới với Mông Cổ.

## Lịch sử
Vườn quốc gia này được thành lập vào ngày 28 tháng 2 năm 2014 theo nghị định của Chính phủ liên bang số 158. Nó được thành lập để bảo vệ khu vực rừng Thông Siberi và Taiga ở phía nam Siberia, cùng với các khu vực thảo nguyên núi và đồng cỏ núi cao thượng nguồn sông Chikoy. Vườn quốc gia này được thành lập trên cơ sở sáp nhập khu bảo tồn thiên nhiên Burkalsky với Khu bảo tồn Atsinsky được thành lập từ năm 1968.

## Mô tả
Vườn quốc gia nằm trên khu vực cao nguyên Khentei-Daurskaya, thượng nguồn sông Chikoy bao gồm đỉnh cao nhất của khu vực cao nguyên là Bystrinsky Golets (2519 mét) và hồ Shebetui. Đây là một phần của vùng sinh thái thảo nguyên rừng Dauria.
Một số loài thực vật chính tại vườn quốc gia gồm Thông Siberi, Thông Scots, Thông lùn Siberi, Lãnh sam, Vân sam Siberi, Thông rụng lá, Thanh lương trà, Cơm cháy, Táo gai, Kim ngân, Loa kèn, Hành tây, Đậu, Cỏ cói, Hòa thảo và nhiều loài khác.
Về động vật, vườn quốc gia có nhiều loài điển hình nam Siberi gồm Gấu nâu, Nai sừng tấm Á-Âu, Nai Mãn Châu, Hoẵng Siberia, Lợn rừng, Hươu xạ Siberia, Linh miêu, Lửng châu Âu, Chồn zibelin, Sóc bay Siberia cùng nhiều loài chim, lưỡng cư, bò sát khác.